# Astronesthes zharovi
Astronesthes zharovi är en fiskart som beskrevs av Nikolai V. Parin och Borodulina, 1998. Astronesthes zharovi ingår i släktet Astronesthes och familjen Stomiidae. Inga underarter finns listade.